# 国家建构
国家建构（State Building）是国家权力集中，形成现代国家架构的过程。
政治學者法蘭西斯·福山提出他的国家建构理論，有较大影响。在2005年出版的同名著作里，他認為，在美國九一一事件之後，全球政治的當務之急不再是如何削弱國家本質，而是如何增強。如何改善衰弱國家的政府治理，增進其民主政治的合法性，並強化其可長可久的體制，已經成為當今國際政治的核心工作。福山並提出，貧窮國家的國家體制發展欠佳，所以即使得到國際援助，對它們仍是雪上加霜；而它們內部的行政體系不發達，例如部門沒有明確目標，沒有正規的宗旨與監察系統等等。這是貧窮國家積弱不振的原因。福山認為，這些國家未必需要龐大的體制，但一個完善而健全的體制是必要的。
「強國論」針對二十一世紀的恐怖份子活動而寫。他認為貧窮和衰弱的國家是恐怖份子的溫床，對國際秩序形成威脅。福山認為，雖然現時有很多跨國企業、非政府組織、恐怖團體等等取代或阻礙政府的權力或工作，但主權民族國家的權力，是無法取代的。在這個時代，最好的辦法是令民族國家更為稱職和健全。